# Børge Anton Hoppe
Børge Anton Hoppe (født 1. oktober 1796 i København, død 28. februar 1865 sammesteds) var en dansk læge. Han var søn af kontreadmiral Johan Christopher Hoppe.
Privat dimitterad til universitetet tog han 1813 examen artium, studerede derefter medicin, var i længere tid medicinsk kandidat på Frederiks Hospital og tog den medicinske eksamen 1818. I 1819 erhvervede han sig både licentiat- og doktorgraden, rejste derpå udenlands i flere år (til 1822) sammen med Carl Otto og blev 1825 distriktslæge i København. I 1830 blev han adjunkt hos Københavns fysikus Lund og samtidig læge ved Koppehospitalet på Kvæsthuset. I 1832 udnævntes han ved Lunds død til stadsfysikus i København, 1833 fik han professortitlen, 1843 blev han medlem af Sundhedskollegiet. Efter indførelsen af hovedstadens nye kommunalforfatning udnævntes han i 1858 til stadslæge. I sine yngre dage viste han videnskabelige anlæg og behandlede både i sin doktordisputats og i flere andre afhandlinger de netop da brændende vaccinationsspørgsmål. I sit senere liv optogs hans kræfter hovedsagelig af den sanitære administration, og her blev han under videnskabens hurtige udvikling, som han kun mangelfuldt var i stand til at følge, under de optrædende heftige epidemier i hovedstaden i tiltagende grad vanskelig stillet.
Hoppe blev Ridder af Dannebrog 6. oktober 1852 og Dannebrogsmand 16. januar 1858.